# مطار مانيلا الدولي الجديد
مطار مانيلا الدولي الجديد ويعرف أيضاً باسم مطار بولاكان الدولي هو مطار دولي قيد الإنشاء يبعد حوالي 35 ك شمال مدينة مانيلا. بدأت المرحلة من البناء والتي تتضمن مدرجين وصالات المطار في 14 أكتوبر 2020 ومن المقرر الانتهاء منها بحلول عام 2026.